# Physical Review Letters
Physical Review Letters is een internationaal, aan collegiale toetsing onderworpen wetenschappelijk tijdschrift op het gebied van de natuurkunde.
De naam wordt in literatuurverwijzingen meestal afgekort tot Phys. Rev. Lett.
Het wordt uitgegeven door de American Physical Society en verschijnt 52 keer per jaar.
Het eerste nummer verscheen in 1958.
Physical Review Letters is gespecialiseerd in relatief korte artikelen die snel worden beoordeeld en geplaatst (letters). Het is een zustertijdschrift van Physical Review, dat langere artikelen publiceert, en Reviews of Modern Physics, dat gespecialiseerd is in overzichtsartikelen.